# Рудолф I Хабсбург
Рудолф I Хабсбург (на немски: Rudolf I.; * 1281; † 3/4 юли 1307, Гораждовице), първият Хабсбург коронован с Короната на свети Вацлав, влиза в чешката история с битката на Моравско поле. Като съуправител на баща си Албрехт I в Австрия е титулуван като Рудолф III, а освен това за година е претендент и за полската корона – херцог на Австрия и Щирия (като Рудолф III).

## Живот
Рудолф при поддръжка на своя баща Албрехт I, носещ титула на римски крал, предявява претенции към чешката корона – като свободен имперски феодален лен. За усилването на правата на Хабсбургите за Чехия и Полша, Албрехт жени Рудолф за вдовицата на Вацлав II, Елизавета от полската династия на Пястите. През 1306 година Рудолф със силна армия превзема Прага, изгонвайки Индржих Корутански.
При обсадата на крепостта на метежниците в Гораждевица 26-годишен Рудолф заболява от дизентерия и през 1307 година умира, не оставяйки потомство. Имало слухове, че непопулярният крал е отровен, доколкото е факт, че освен него в лагера никой не е пострадал от болестта.
Рудолф е погребан в Прага в катедралата Свети Вит. Чешките дворяни отново избират на престола Индржих Корутански в замяна на обещани нови привилегии.

## Бракове
- (1300) – Бланш Френска (1278 – 1305), дъщеря на Филип III, крал на Франция
- (1306) – Елжбета Рикса (1288 – 1335), дъщеря на Пшемисъл II, крал на Полша

- Бланш Френска
- Елжбета Рикса
- Рудолф I Хабсбург